# Azitromycin

Molekylstruktur

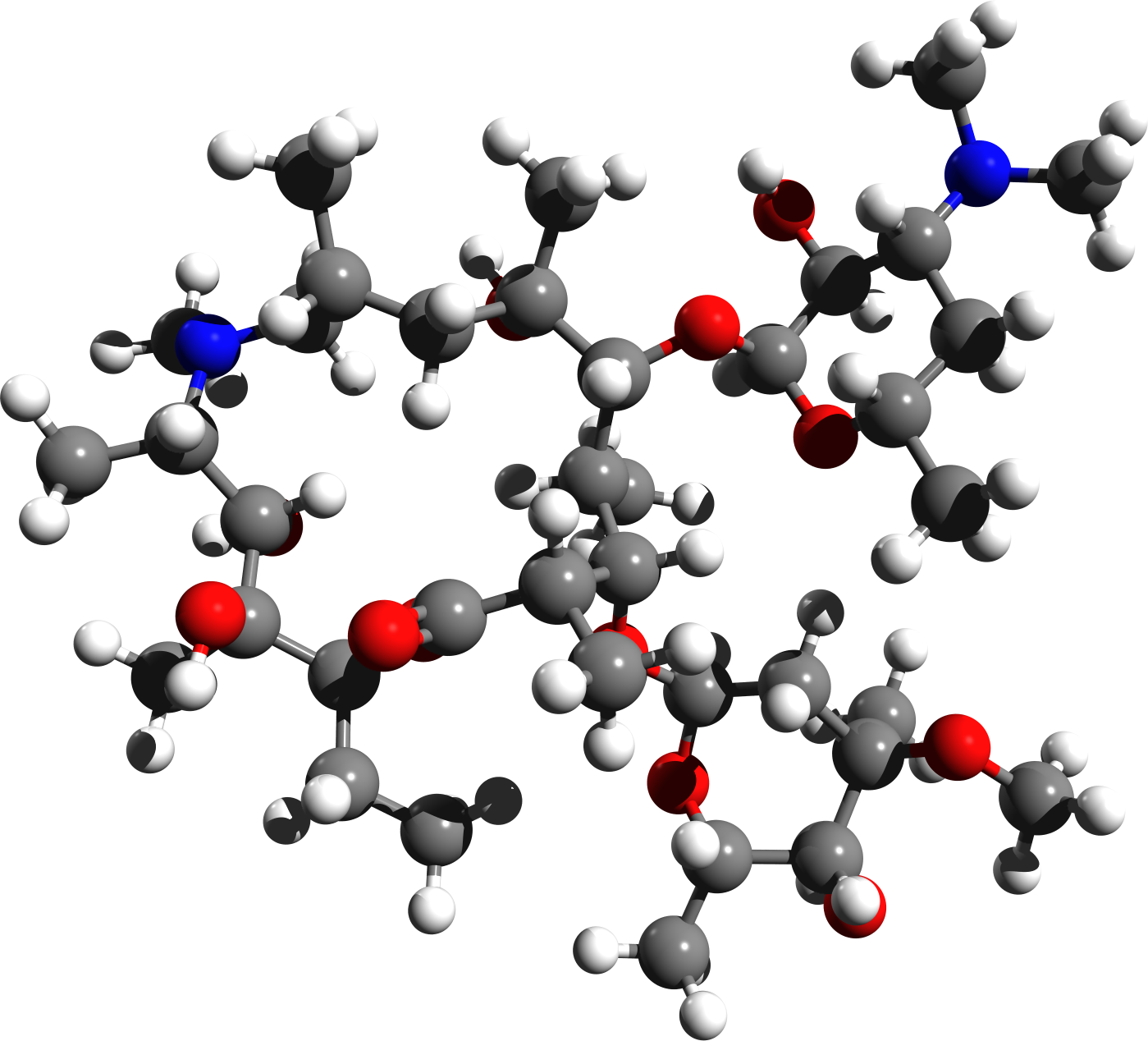
Molekylmodell

Azitromycin är ett antibiotikum som används mot vissa typer av infektioner som orsakas av bakterier. Det används bland annat för att behandla lunginflammation orsakad av mykoplasma, öroninflammation, infektion i de övre luftvägarna, samt urinvägsinfektion och livmoderhalsinfektion, till exempel klamydia och gonorré.
Azitromycin säljs i Norge under varumärket Azitromax.

## Historik
Azitromycin upptäcktes 1980 av en forskargrupp i det kroatiska farmaceutiska företaget Pliva. Gruppen leddes av doktor Slobodan Đokić, och bestod för övrigt av Gabrijela Kobrehel, Gorjana Radobolja-Lazarevski och Zrinka Tamburašev. Azitromycinet patenterades 1981. År 1986 ingick Pliva och Pfizer ett licensavtal som gav Pfizer ensamrätt till att sälja azitromycin i Västeuropa och USA. Pliva, å sin sida började att sälja azitromycin i Central- och Östeuropa från 1988 under varumärket Sumamed. I andra delar av världen började Pfizer 1991 att sälja azitromycin på Plivas licens under varumärlet Zithromax.